# Angus McBride
Angus McBride (1931-2007) foi um ilustrador inglês, notório por seus trabalhos realizados para romances e jogos de RPG.

## Livros
- Men-at-Arms (1977-2007) series
- Elite series
- General Military series
- Warrior series
- Campaign series

Para Iron Crown Enterprises: 
- Middle-Earth Role Playing
- Rolemaster
- Middle-earth Collectible Card Game

Para a série de Clássicos do Horror da Ladybird :
- Dracula (1984)
- The Mummy (1985)